# Alexandre Prémat
Alexandre Prémat, né le 5 avril 1982 à Juvisy-sur-Orge, est un pilote automobile français.

## Biographie
Après plusieurs titres en karting, Alexandre Prémat passe au sport automobile en 2000, dans le championnat de Formule Campus (2e). En 2001, il dispute le championnat de France de Formule Renault, qu'il remportera en 2002. 
En 2003, il intègre les rangs du nouveau championnat Formule 3 Euro Series, où malgré une présence régulière au premier plan durant deux saisons, il ne parvient pas à décrocher le titre (vice-champion en 2004). Mais il réussit à gagner dans la même année les deux plus grandes courses internationales de Formule 3 : les Masters de Formule 3 de Zandvoort et le Grand prix de Macao en fin de saison et ce dès sa première participation.
En 2005 et 2006, il dispute le championnat de GP2 Series pour le compte de l'écurie ART Grand Prix (codirigée par Nicolas Todt), où malgré de belles performances, il se voit devancer par ses coéquipiers Nico Rosberg puis Lewis Hamilton. Lors de l'hiver 2005-2006, il participe également à la domination mondiale de l'équipe de France dans le nouveau championnat A1 Grand Prix qu’il remporte de main de maitre associé à Nicolas Lapierre (treize victoires à eux deux sur 22 courses).
En septembre 2006, à l'occasion du GP de Chine, il fait ses débuts en Formule 1 en tant que pilote du vendredi pour le compte de l'écurie Midland-Toyota. 
En 2007, il pilote en DTM pour Audi, mais, impliqué dans un spectaculaire carambolage au départ de la première manche de la saison à Hockenheim, il se blesse aux lombaires. Obligé de déclarer forfait pour l'épreuve suivante, c’est seulement  après quatre courses en DTM qu’Alex monte pour la première fois sur le podium à Zandvoort, à la seconde place, après avoir offert la victoire à un équipier en vue de l’arrivée. Il participe également aux 24 Heures du Mans 2007 au volant de la troisième Audi R10 officielle, mais sans pouvoir prendre le volant en course à la suite de la sortie de piste prématurée de son coéquipier Mike Rockenfeller. 
Toujours en DTM en 2008, il ne parvient pas à se mettre trop en évidence au volant d'une voiture de l'année précédente (2007), jusqu'à la course du Mans (circuit Bugatti) le 5 octobre où il termine troisième après une course parfaite dans des conditions climatiques particulièrement difficiles. Il finira tout de même meilleur pilote sur voitures de saisons précédentes. Il connait plus de succès en endurance où Audi fait de lui l'un de ses pilotes titulaires en Le Mans Series. Très régulier, il remporte le titre de champion LMS dans la catégorie LMP1 en équipe avec Mike Rockenfeller. Il fait également ses vrais débuts aux 24 Heures du Mans, où il termine à la quatrième place.
En 2009 au volant de la voiture Team Phoenix Audi R14 Alexandre finit à la treizième place du championnat DTM. Il participe également sur la nouvelle R15 TDI aux 24 Heures du Mans en compagnie de Romain Dumas et Timo Bernhard. L'équipage, victime de nombreux problèmes mécaniques, ne termine que dix-septième.
Pour la saison 2010, Alex, toujours pilote Audi, n'est pas intégré au programme d'endurance de la marque, et ne participe qu'au championnat DTM. Sur le tracé d'Adria en Italie, lors de l'avant-dernière manche du championnat, il est victime d'un spectaculaire accident dès le premier tour de la course, son Audi effectuant plusieurs tonneaux avant de s'immobiliser contre le rail de sécurité. À l'issue de cet accident, Audi décide de mettre un terme anticipé au contrat de Premat, remplacé pour la dernière course de la saison en Chine par le pilote local Darryl O'Young.
En 2012, il rejoint le V8 Supercars au sein de l'écurie Garry Rogers Motorsport. Après deux saisons complète dans le championnat, il n'est plus engagé à temps plein mais reste au sein de la même écurie comme deuxième pilote pour les courses d'endurances. En 2016, il rejoint l'écurie championne en titre, le Red-Bull Racing Australia, pour les courses d'endurance.

## Carrière

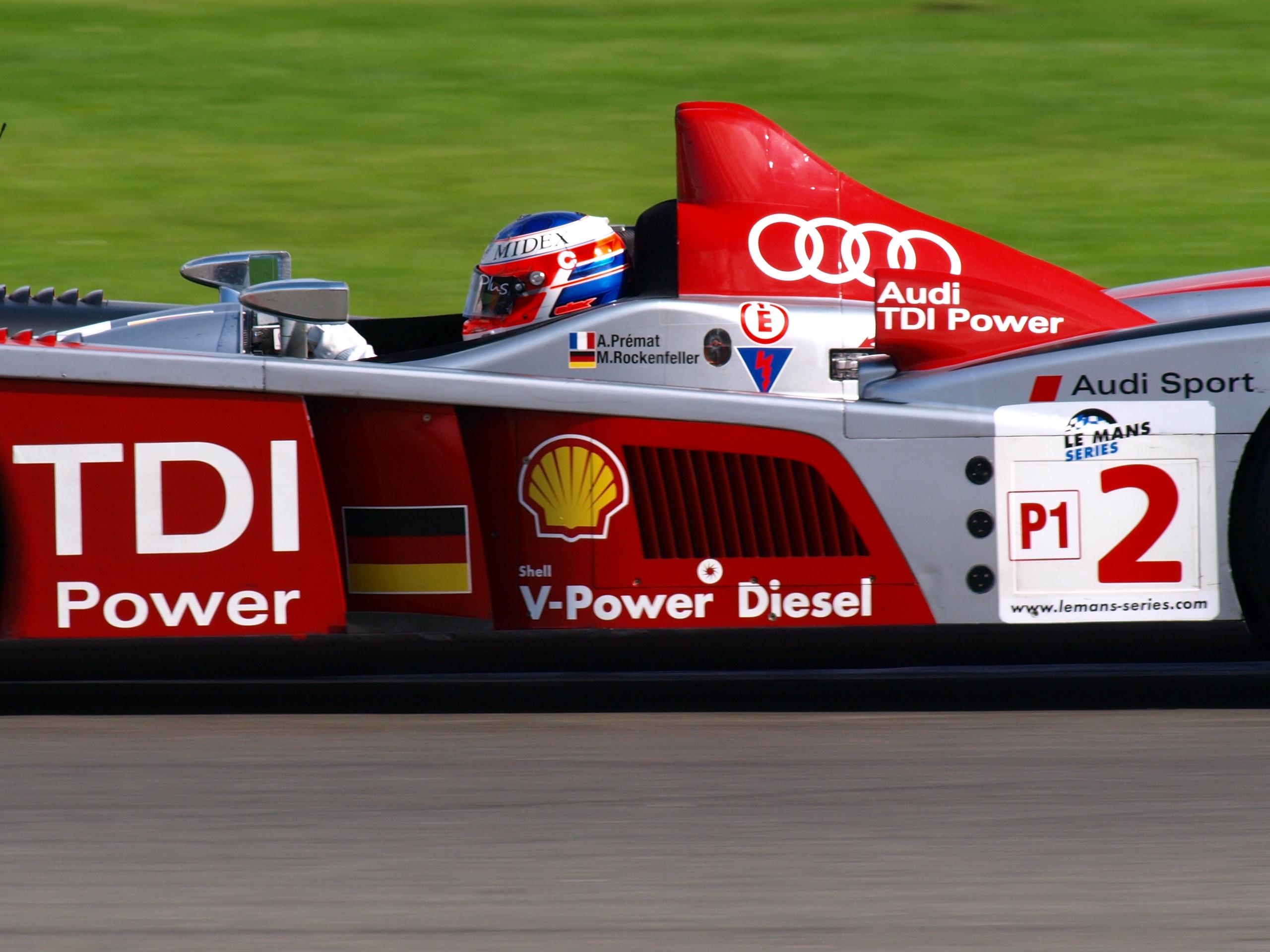
Alexandre Prémat, en Le Mans Series à Silverstone en 2008 sur l'Audi R10.

- 2000 : Championnat de Formule Campus (2e, deux victoires)
- 2001 : Championnat de France de Formule Renault (9e)
- 2002 : Championnat de France de Formule Renault (Champion, trois victoires)
- 2003 : Formule 3 Euro Series (7e, une victoire)
- 2004 : Formule 3 Euro Series (2e, six victoires)
- 2005 : GP2 Series (4e, deux victoires)
- 2006 : Membre de l'équipe de France Circuit FFSA
- GP2 Series (3e, une victoire)
- A1 Grand Prix (Champion avec l'équipe de France, sept victoires)
- Troisième pilote du vendredi pour l'écurie Midland F1 Racing lors du GP de Chine de Formule 1
- 2007 : DTM avec Audi (11e du championnat)
- 24 Heures du Mans avec Audi (abandon)
- 2008 : DTM avec Audi (10e du championnat)
- Le Mans Series avec Audi (Champion)
- 2009 : DTM avec Audi (13e du championnat)
- 24 Heures du Mans avec Audi (17e)
- 2010 : DTM avec Audi (11e du championnat)
- 2012-2016 : V8 Supercars

## Palmarès
- Vainqueur de la Coupe du Monde de karting en 125 cm3
- Champion de France karting 125 cm3 en 2000
- Champion de France de Formule Renault en 2002, 4 victoires et 8 podiums
- Vice-champion des Formule 3 Euro Series 2004, 5 victoires et 9 podiums
- Vainqueur du Grand Prix de Macao de Formule 3 2004
- Vainqueur des Masters de Formule 3 à Zandvoort en 2004
- Vainqueur du championnat A1 Grand Prix Saison 2005-2006 avec Nicolas Lapierre et l'équipe de France
- Champion Le Mans Series 2008 (Catégorie LMP1: 2e des 1 000 kilomètres de Catalogne, des 1 000 kilomètres de Monza, des 1 000 kilomètres de Spa, et 3e des 1 000 kilomètres du Nürburgring)[2]
- Vainqueur des 3 Heures de Monza en 2014 (première manche des Blancpain Endurance Series)

## Résultats aux 24 Heures du Mans
| Année | Voiture         | Équipe                | Équipiers                          | Résultat |
| ----- | --------------- | --------------------- | ---------------------------------- | -------- |
| 2007  | Audi R10 TDI    | Audi Sport Team Joest | Lucas Luhr / Mike Rockenfeller     | Abandon  |
| 2008  | Audi R10 TDI    | Audi Sport Team Joest | Lucas Luhr / Mike Rockenfeller     | 4e       |
| 2009  | Audi R15 TDI    | Audi Sport Team Joest | Timo Bernhard / Romain Dumas       | 17e      |
| 2011  | Oreca 03-Nissan | Team Oreca Matmut     | David Hallyday / Dominik Kraihamer | Abandon  |

## Résultats en GP2 Series
| Saison | Écurie         | Courses disputées | Pole positions | Victoires | Points inscrits | Classement |
| ------ | -------------- | ----------------- | -------------- | --------- | --------------- | ---------- |
| 2005   | ART Grand Prix | 23                | 1              | 2         | 67              | 4e         |
| 2006   | ART Grand Prix | 21                | 0              | 1         | 66              | 3e         |

## Résultats en V8 Supercars
| Année | Ecurie                             | Voiture             | 1         | 2          | 3              | 4              | 5              | 6           | 7                                                               | 8              | 9              | 10             | 11              | 12              | 13              | 14               | 15              | 16              | 17              | 18              | 19               | 20              | 21              | 22              | 23              | 24              | 25              | 26               | 27              | 28              | 29              | 30          | 31          | 32          | 33          | 34          | 35         | 36         | 37      | 38      | Classement | Points |
| ----- | ---------------------------------- | ------------------- | --------- | ---------- | -------------- | -------------- | -------------- | ----------- | --------------------------------------------------------------- | -------------- | -------------- | -------------- | --------------- | --------------- | --------------- | ---------------- | --------------- | --------------- | --------------- | --------------- | ---------------- | --------------- | --------------- | --------------- | --------------- | --------------- | --------------- | ---------------- | --------------- | --------------- | --------------- | ----------- | ----------- | ----------- | ----------- | ----------- | ---------- | ---------- | ------- | ------- | ---------- | ------ |
| 2012  | Garry Rogers Motorsport (en)       | Holden VE Commodore | ADE R1 17 | ADE R2 18  | SYM R3 (en) 17 | SYM R4 (en) 13 | HAM R5 Ret     | HAM R6 24   | BAR R7 (en) 17                                                  | BAR R8 (en) 28 | BAR R9 (en) 24 | PHI R10 Ret    | PHI R11 22      | HID R12 (en) 22 | HID R13 (en) 20 | TOW R14 (en) Ret | TOW R15 (en) 16 | QLD R16 (en) 19 | QLD R17 (en) 23 | SMP R18 28      | SMP R19 27       | SAN Q 23        | SAN R20 19      | BAT R21 16      | SUR R22         | SUR R23         | YAS R24 20      | YAS R25 25       | YAS R26 14      | WIN R27 (en) 18 | WIN R28 (en) 21 | SYD R29 Ret | SYD R30 DNS |             |             |             |            |            |         |         | 27e        | 942    |
| 2013  | Garry Rogers Motorsport (en)       | Holden VF Commodore | ADE R1 4  | ADE R2 Ret | SYM R3 (en) 21 | SYM R4 (en) 21 | SYM R5 (en) 14 | PUK R6 Ret  | [[Circuit de Pukekohe Par Garry Rogers Motorsport k\|PUK R7]] 8 | PUK R8 21      | PUK R9 12      | BAR R10 (en) 6 | BAR R11 (en) 19 | BAR R12 (en) 11 | COTA R13 17     | COTA R14 12      | COTA R15 28     | COTA R16 11     | HID R17 (en) 21 | HID R18 (en) 15 | HID R19 (en) Ret | TOW R20 (en) 13 | TOW R21 (en) 19 | QLD R22 (en) 20 | QLD R23 (en) 14 | QLD R24 (en) 26 | WIN R25 (en) 17 | WIN R26 (en) Ret | WIN R27 (en) 11 | SAN R28 10      | BAT R29 23      | SUR R30 14  | SUR R31 14  | PHI R32 Ret | PHI R33 DNS | PHI R34 DNS | SYD R35 13 | SYD R36 16 |         |         | 19e        | 1376   |
| 2014  | Garry Rogers Motorsport (en)       | Volvo S60           | ADE R1    | ADE R2     | ADE R3         | SYM R4 (en)    | SYM R5 (en)    | SYM R6 (en) | WIN R7 (en)                                                     | WIN R8 (en)    | WIN R9 (en)    | PUK R10        | PUK R11         | PUK R12         | PUK R13         | BAR R14 (en)     | BAR R15 (en)    | BAR R16 (en)    | HID R17 (en)    | HID R18 (en)    | HID R19 (en)     | TOW R20 (en)    | TOW R21 (en)    | TOW R22 (en)    | QLD R23 (en)    | QLD R24 (en)    | QLD R25 (en)    | SMP R26          | SMP R27         | SMP R28         | SAN R29 8       | BAT R30 17  | SUR R31 7   | SUR R32 2   | PHI R33     | PHI R34     | PHI R35    | SYD R36    | SYD R37 | SYD R38 | 30th       | 522    |
| 2015  | Garry Rogers Motorsport (en)       | Volvo S60           | ADE R1    | ADE R2     | ADE R3         | SYM R4 (en)    | SYM R5 (en)    | SYM R6 (en) | BAR R7 (en)                                                     | BAR R8 (en)    | BAR R9 (en)    | WIN R10 (en)   | WIN R11 (en)    | WIN R12 (en)    | HID R13 (en)    | HID R14 (en)     | HID R15 (en)    | TOW R16 (en)    | TOW R17 (en)    | QLD R18 (en)    | QLD R19 (en)     | QLD R20 (en)    | SMP R21         | SMP R22         | SMP R23         | SAN R24 14      | BAT R25 5       | SUR R26 21       | SUR R27 6       | PUK R28         | PUK R29         | PUK R30     | PHI R31     | PHI R32     | PHI R33     | SYD R34     | SYD R35    | SYD R36    |         |         | 35th       | 492    |
| 2016  | Triple Eight Race Engineering (en) | Holden VF Commodore | ADE R1    | ADE R2     | ADE R3         | SYM R4 (en)    | SYM R5 (en)    | PHI R6      | PHI R7                                                          | BAR R8 (en)    | BAR R9 (en)    | WIN R10 (en)   | WIN R11 (en)    | HID R12 (en)    | HID R13 (en)    | TOW R14 (en)     | TOW R15 (en)    | QLD R16 (en)    | QLD R17 (en)    | SMP R18         | SMP R19          | SAN R20 2       | BAT R21 2       | SUR R22 1       | SUR R23 2       | PUK R24         | PUK R25         | PUK R26          | PUK R27         | SYD R28         | SYD R29         |             |             |             |             |             |            |            |         |         | 26th       | 840    |

* Saison en cours